# محوطه مرغداری چگرد
محوطه مرغداری چگرد در شهرستان سراوان، بخش جالق، دهستان جالق، ۵ کیلومتری شرق روستای چگرد، کنار مرغداری واقع شده و این اثر در تاریخ ۲۸ اسفند ۱۳۸۵ با شمارهٔ ثبت ۱۸۹۴۶ به‌عنوان یکی از آثار ملی ایران به ثبت رسیده است.